# Swordfish (film)
Swordfish (ook gekend als Password: Swordfish of Operation: Swordfish) is een Amerikaanse actie/thrillerfilm die in 2001 uitkwam. Hij werd geregisseerd door Dominic Sena en Hugh Jackman, John Travolta, Halle Berry, Don Cheadle, en Vinnie Jones speelden er in mee.

## Verhaal
Stanley (Hugh Jackman) is een begaafde hacker die uit zijn pension gehaald wordt door de mastermind Gabriel (John Travolta) en zijn assistente Ginger (Halle Berry). De twee willen dat hij elektronisch inbreekt in een banksysteem om het geheim van de overheid te stelen. Als hij hen helpt krijgt Stanley opnieuw de voogdij over zijn dochter. Na verloop van tijd onthult Gabriel dat ze niet zomaar misdadigers maar schurkenagenten zijn die een geheime oorlog voeren tegen terrorisme, zelfs wanneer de overheid, die hen oorspronkelijk inhuurde, een dergelijke opdracht niet meer steunt. De gestolen fondsen zouden hen onbeperkte middelen geven in deze strijd.
De morele kwesties die ter sprake komen in deze film komen nogal scherp over, vooral na 11 september. Sommige mensen beschouwen de film nochtans als diep cynisch, aangezien de vermoedelijke goede kerels gijzelen als een integraal deel van hun oplichterij gebruiken en verscheidene moorden veroorzaken.

## Rolverdeling
| Acteur         | Personage                   |
| -------------- | --------------------------- |
| John Travolta  | Gabriel Shear               |
| Hugh Jackman   | Stanley Jobson              |
| Halle Berry    | Ginger Knowles              |
| Don Cheadle    | Agent J.T. Roberts          |
| Sam Shepard    | Senator James Reisman       |
| Vinnie Jones   | Marco                       |
| Drea de Matteo | Melissa                     |
| Rudolf Martin  | Axl Torvalds                |
| Zach Grenier   | Assistant Director Bill Joy |
| Camryn Grimes  | Holly Jobson                |

## Trivia
- Een langdurige topless scène met Halle Berry was zeer controversieel omdat er geruchten de ronde deden dat Warner Brothers Berry $2m aanbood om de scène te doen denkende dat er zo meer mensen zouden komen kijken. Zowel Warner Brothers als Berry ontkennen de geruchten. Die scène was inderdaad niet nodig voor de plot, maar het zorgde er wel voor dat de film langer bij bleef.
- Een Fin genaamd Axel Torvalds verschijnt in de film. Het was bedoeld als een woordspeling op de ontwerper van Linux: Linus Torvalds. In één scène moest het personage Fins spreken maar het sprak in werkelijkheid Duits
- John Travolta reed in de film met een TVR Tuscan
- De rente die het DEA-fortuin had vergaard was onwaarschijnlijk hoog, 23,5% (de vijftiendemachtswortel uit 9500000/400000 is 1,235)